# Cyrtandra lasiogyne
Cyrtandra lasiogyne är en tvåhjärtbladig växtart som beskrevs av Rudolf Schlechter. Cyrtandra lasiogyne ingår i släktet Cyrtandra och familjen Gesneriaceae. Inga underarter finns listade i Catalogue of Life.